# Adolescenza inquieta
Adolescenza inquieta (Os adolescentes) è una telenovela brasiliana scritta da Ivani Ribeiro e Jorge Andrade e trasmessa alle 21:30 da Rede Bandeirantes dal 28 settembre 1981 al 2 aprile 1982.

## Trama
Vicende umane che si intrecciano a Rio de Janeiro attorno a diverse presenze costanti: Doca, un giovane tossicodipendente, sua sorella Bia, ragazza madre, Caito, un omosessuale, Majo, una ragazza con una difficile situazione familiare, Iracema, una sarta che ha perso un figlio in uno strano incidente motociclistico e rischia di perderne un altro perché invischiato in un brutto giro. Accanto a loro si inserisce il personaggio di Tullio, patrigno di Majo, un insegnante ex tossicodipendente, che farà i conti con il proprio passato incontrando Fernanda, la sorella della sua ex donna, morta per overdose. Majo, infatuata del patrigno, metterà a dura prova il rapporto affettivo con la madre Rachel che è la compagna di Tullio fino a distruggere completamente la famiglia e a sprofondare nel baratro della follia. Tullio, dal canto suo, dopo avere espiato ogni sua colpa ed essersi rifatto una vita, sarà il bersaglio della vendicativa Fernanda, pronta a tessere subdole trame che porteranno l'uomo alla perdita del lavoro e della dignità personale ricostruita e a un forte squilibrio emotivo che lo condurranno al suicidio. Solo dopo la morte di Tullio, Fernanda scoprirà che il decesso della sorella drogata non avvenne a causa dell'uomo.

## Creazione e produzione
L'autrice della telenovela, Ivani Ribeiro, si consultò con lo psichiatra Paulo Gaudêncio per dare alle storie un'impronta più realista possibile, descrivendo così errori e incertezze degli adolescenti dell'epoca nella loro vita quotidiana. A causa di disaccordi con l'emittente Bandeirantes la Ribeiro fu però sostituita da Jorge Andrade. Questi introdusse nuovi personaggi e diede un'impronta più leggera alle tematiche trattate, mentre la Ribeiro lasciò Bandeirantes per iniziare a collaborare con Rede Globo, per la quale scrisse Happy End.

## Diffusione italiana
La telenovela , prodotta dalla rete televisiva Bandeirantes , fu distribuita in Italia dalla società Cosmovideo: venne mandata in onda da Italia 1 a partire dal 13 aprile 1983, al posto di un'altra telenovela, Gli emigranti, conclusasi il giorno precedente. L'ultima puntata fu trasmessa il 27 agosto 1983. Adolescenza inquieta fu replicata in seguito sul circuito Euro TV dal 14 aprile al 9 settembre 1985. Nei primi anni 90 fu riproposta da diverse televisioni regionali.

## Colonna sonora

### Colonna sonora italiana
Per il primo passaggio della telenovela in Italia, su Italia 1, furono usate la Sinfonia n. 9 (sigla iniziale) e la Sinfonia n. 5 (sigla finale) di Ludwig van Beethoven. Per la trasmissione su Euro TV, furono invece utilizzate due canzoni di Luis Miguel, Noi, ragazzi di oggi per i titoli di testa, e Il cielo per i titoli di coda.